# Elizabeta od Presvetog Trojstva
Sveta Elizabeta od Presvetog Trojstva, rođenim imenom Élisabeth Catez (Avord, 18. srpnja 1880. – Dijon, 9. studenog 1906.) - francuska svetica, redovnica karmelićanka, spisateljica, mističarka

Roditelji su joj bili kapetan Joseph Catez i Marie Rolland. Élisabeth Catez rođena je u Avordu, blizu Bourgesa, gdje je bila vojna baza u kojoj je njezin otac služio. Dana, 22. srpnja 1880. krstio ju je vojni kapelan. U dobi od 7 godina izgubila je oca i tada se prvi put ispovijedila. Imala je naglu narav i voljela je zapovijedati. Kada je imala osam godina, majka ju je upisala na Glazbeni konzervatorij u Dijonu na kojem je pokazala izrazitu talentiranost. Osvaja nagradu za nagradom te postaje tražena pijanistica. Godine 1891. primila je svoju prvu svetu pričest (19. travnja) i krizmu (8. lipnja). S 14 godina dala je zavjet čistoće u svom srcu i odlučila ući u karmelićanski samostan, koji je bio 200 metara od njihova doma. Međutim, majci to nije rekla nekoliko godina. Kad se to napokon dogodilo, njezina je majka ograničila njen vjerski život. Ipak, Elizabeta je nastavila voditi dubok duhovni život, primajući svoja prva mistična iskustva 1899. godine. Imala je ženidbenih ponuda, ali ih je odbila.
Konačno, njezina je majka podlegla ustrajnoj želji svoje kćeri, da se posveti Bogu u kontemplativnom životu i pristala je, da ode u redovničku zajednicu Bosonogih karmelićanki u dobi od 21 godine. Dana, 2. kolovoza 1901. Élizabeth Catez ušla je u samostan u Dijonu. Dvije godine kasnije (1903.) položila je redovničke zavjete. Bila je posebno sretna kad je otkrila otajstvo Presvetog Trojstva u svoj njegovoj punini pa je njemu u čast izabrala i svoje redovničko ime. Dana, 21. studenog 1904. sastavila je Molitvu Presvetom Trojstvu, koja je postala poznata. Presveto je Trojstvo otajstvo na kojem se temelji njezina duhovnost, klanjanje Presvetom Oltarskom Sakramentu glavni oblik njezine pobožnosti, a ljubav prema Kristu raspetome i polet njezine duše prema ,,njezinoj Trojici”, cilj kojemu je sva usmjerena. Živjela je u isto vrijeme kada i njena sunarodnjakinja, također bosonoga karmelićanka sv. Mala Terezija, s kojom je imala sličnosti po kontemplaciji i želji za spasom duša.
Godine 1906. dijagnosticirana joj je tada neilječiva, rijetka kronična Addisonova bolest, koja je brzo uništila njen mladi organizam. Vjeruje se, da je ova časna sestra bolovala i od tuberkuloze. U kolovozu, slomljena bolešću, povukla se na osamu (plod toga su bilješke svakog dana, koje su duhovna rasprava). Mnogo je trpjela i tu bolest prikazala Bogu. Od 30. listopada ostala je u ambulanti ne ustajući iz kreveta. Dana, 31. listopada posljednji je put dobila bolesničko pomazanje, a 1. studenoga - euharistiju. 8. studenog izgovorila je posljednje razumljive riječi: Idem k Svjetlu, u Ljubav, u Život. Sljedećeg dana (9. studenog) u šest sati ujutro preminula je s 26 godina.
Blaženom ju je proglasio papa Ivan Pavao II. 25. studenog 1984. Papa Franjo je 3. ožujka 2016. priznao čudo po zagovoru bl. Elizabete od Presvetog Trojstva. Uvrštena je među svece Katoličke Crkve 16. listopada 2016., tijekom svečanoga misnoga slavlja na Trgu svetog Petra u Vatikanu, koje je predvodio papa Franjo. Zajedno s njom, proglašeno je još šest svetaca: Jose Gabriel del Rosario Brochero, José Sánchez del Río, Manuel González García, Alfonso Maria Fusco, Lodovico Pavoni i Salomone Leclercq.

## Galerija
- Sv. Elizabeta od Presvetog Trojstva svira klavir kao djevojčica
- Prilikom prve pričesti
- S 20 godina
- Prilikom ulaska u novicijat 1901. godine
- Redovnička soba sv. Elizabete od Presvetog Trojstva
- Portret sv. Elizabete od Presvetog Trojstva
- Relikvije sv. Elizabete od Presvetog Trojstva